# Heien
El Heien, conocido originariamente como 平遠 Pingyuan y construido por el astillero Mawei en Fuzhou, fue un buque para la patrulla y defensa de las costas perteneciente a la flota de Beiyang china y posteriormente a la Armada Imperial Japonesa. Entre las transliteraciones de su nombre chino se incluyen Ping Yuen y Ping Yuan, y de su nombre japonés, Heiyen.

## Hoja de servicios

### Flota Beiyang
Como parte de la flota Beiyang, el Pingyuan estuvo presente en la Batalla del río Yalu durante la Primera Guerra Sino-japonesa. Finalmente fue capturado en la batalla y el sitio de Weihaiwei y comisionado a la Armada Imperial Japonesa, primero con el nombre de Ping Yuen Go y luego, en 1900, el de Heien.

### Armada Imperial Japonesa
Bajo el servicio japonés, el Heien fue asignado al 3º escuadrón y participó en el bloqueo durante la batalla de Port Arthur en la guerra ruso-japonesa de 1904-1905.
El Heien fue inutilizado por una mina en la bahía Pigeon, al oeste de Port Arthur, el 18 de septiembre de 1904, y hundido en aguas profundas ese mismo día.